# Elaeocarpus beccarii
Elaeocarpus beccarii är en tvåhjärtbladig växtart. Elaeocarpus beccarii ingår i släktet Elaeocarpus och familjen Elaeocarpaceae.

## Underarter
Arten delas in i följande underarter:
- E. b. beccarii
- E. b. nitens
- E. b. sumatrana